# Hirogawa (Wakayama)
Hirogawa (広川町 Hirogawa-chō?) es un pueblo localizado en la prefectura de Wakayama, Japón. En junio de 2019 tenía una población estimada de 6.745 habitantes y una densidad de población de 103 personas por km². Su área total es de 65,33 km².

## Geografía

### Localidades circundantes
- Prefectura de Wakayama
  - Yuasa
  - Aridagawa
  - Yura
  - Hidaka
  - Hidakagawa

## Demografía
Según los datos del censo japonés, esta es la población de Hirogawa en los últimos años.
| Año del censo | Población |
| ------------- | --------- |
| 1995          | 8.735     |
| 2000          | 8.361     |
| 2005          | 8.071     |
| 2010          | 7.714     |
| 2015          | 7.224     |